# コプレーナ導波路
コプレーナ導波路（コプレーナどうはろ、Coplanar Waveguide）は、板状誘電体基板の表面に線状の導体箔を形成した構造を持ち電磁波を伝達する伝送路。
全面に形成された導体箔に線状の空隙部を設け、その空隙部の中央に線状の導体箔を形成した構成であり、中央導体から両側導体に向かう方向の電界と、基板内部において中央導体周囲を囲む方向、基板外部において電送方向に沿った方向の磁界によって電磁波を伝送する。この他にも、2本の線状導体箔を並置した構造や、線状導体箔の一方に空隙部を挟んで全面導体箔を形成した構造も存在する。
1969年にチェン・P・ウェンが理論を確立し伝送路として広く使われるようになった。基板の片面に導体パターンを形成した簡潔な構造によって伝送路を構成することができる。また、半導体素子などとの接続部を同一面上に配置することができ、接続が容易になる利点がある。